# Hans Fiederer
Hans Fiederer (Fürth, 21 gennaio 1920 – 15 dicembre 1980) è stato un calciatore tedesco, di ruolo centrocampista.